# 미스터리
미스터리(mystery)는 도저히 설명할 수 없는 비밀, 신비, 수수께끼, 괴기스럽고 불가사의한 것을 말하며, 문학 등의 장르에서 추리 소설, 미스터리 영화 등의 미스터리를 이용한 창작물을 가리키는 경우가 많다.

## 분류
- 추리물
- 코지 미스터리
- 경찰물
- 하드보일드
- 밀실 살인

## 미스터리 관련 사이트
미스터리 관련 사이트는 미스터리 팬들이 소통하고 정보를 찾는 공간이다. 대표적으로는 딴지일보가 가장 유명하며 그외에 미스터리 뉴스도 잘알려져있다.미스터리 뉴스